# Boca del Rosario
 Boca del Rosario est une localité uruguayenne située dans le département de Colonia.

## Localisation
Boca del Rosario se situe au sud-est du département de Colonia, à proximité de l’embouchure du río Rosario dans le Río de la Plata.

## Population
La localité compte 12 habitants permanents d'après le recensement de 2011. Mais la population augmente en été, avec la saison touristique.
| 2011 |
| ---- |
| 12   |

## Source
- (es) Cet article est partiellement ou en totalité issu de l’article de Wikipédia en espagnol intitulé « Boca del Rosario » (voir la liste des auteurs).